# 反思馬克思主義
《反思马克思主义》（Rethinking Marxism，又译为重新思考马克思主义）是一份同行评审的学术季刊，涵盖了马克思主义对经济、文化和社会等各方面的分析。该刊创刊于1988年，自2003年以来由劳特里奇代表经济和社会分析协会（AESA）发行。

## 历史
《反思马克思主义》主要由马萨诸塞大学阿默斯特分校经济系的教授和研究生创立，第一期恰好出版于苏联解体前夕的1988年。该杂志创刊后很快就成为了北美研究阿尔都塞马克思主义的一个颇具影响力的学术平台。
尽管该刊是由一群经济学家创办的（其中包括斯蒂芬·雷斯尼克、理查德·沃尔夫、杰克·阿马里格里奥、大卫·鲁奇奥），并且定期在马克思主义政治经济学的各个子领域（如劳动价值理论，阶级分析理论和金融危机理论）发表文章，但该刊实际上是一本马克思主义而非经济学刊物，主要反思和发展马克思主义对于帝国主义、资本主义和资本主义替代道路等议题的分析。
《反思马克思主义》也因其在展示当代艺术实践上付出的不懈努力而闻名，该刊每期都会展示一位当代艺术家的原创作品（例如玛莎·罗斯勒、马克·隆巴迪、迈克尔·拉科维茨、托马斯·赫希霍恩、查托·德拉特（Chto Delat）等人）。
从1989年到1998年，该刊编辑由杰克·阿马里格里奥担任，1998年到2010年由大卫·鲁奇奥担任。下一位继任者是S·查鲁希拉（S. Charusheela）（2010年－2013年），然后是马库斯·E·格林（Marcus E. Green）和塞拉普·卡亚特金（Serap Kayatekin）（2013年至2019年）。目前的编辑是叶海亚·马德拉和文森特·里昂-卡洛。

## 摘要和索引
本刊物于下列数据库中存在摘要和索引:
- EBSCO Information Services（英语：EBSCO Information Services）
- CSA Worldwide Political Science Abstracts（英语：CSA Worldwide Political Science Abstracts）
- International Bibliography of the Social Sciences（英语：International Bibliography of the Social Sciences）
- VINITI Database RAS（英语：VINITI Database RAS）
- Scopus